# سهراب سرابی
سهراب سرابی (متولد ۱۳ فروردین ۱۳۲۵ در مشهد)، قهرمان و مربی ایرانی رشتهٔ بدنسازی است. سامان سرابی قهرمان بدنسازی فرزند وی است.

## فعالیتها و افتخارات ورزشی
وی فعالیت در رشتهٔ بدنسازی را از سال ۱۳۴۱ در سن ۱۶ سالگی آغاز کرد. پس از چندی وی توانست توجه محمد رضوی از قهرمانان وزنه‌برداری استان خراسان و مدیر یک باشگاه بدنسازی را جلب کرده و اجازه ورود به باشگاه را دریافت نماید. در سال ۱۳۴۴ سرابی ۱۸ ساله توانست این مقام‌ها را در بدنسازی کسب کند:
- قهرمانی کشور در رسته آپولون
- قهرمانی آسیا در رسته کوتاه قد
- و عنوان سومی جهان (۱۹۶۵ م)

در ادامه عنوان‌ها و قهرمانی‌های برجستهٔ سهراب سرابی به صورت فهرست وار آمده‌است:
- ۱۳۴۴ ش. برابر با ۱۹۶۵ م. مقام نخست رسته کوتاه قد کشور در تهران
- ۱۳۴۴ ش. برابر با ۱۹۶۵ م. مقام نخست رسته کوتاه قد آسیا در تهران
- ۱۳۴۴ ش. برابر با ۱۹۶۵ م. مقام سوم رسته کوتاه قد جهان در تهران
- ۱۳۵۰ ش. برابر با ۱۹۷۱ م. مقام نخست رسته کوتاه قد کشور و کسب عنوان آقای ایران
- ۱۳۵۱ ش. برابر با ۱۹۷۲ م. مقام نخست رسته کوتاه قد کشور و کسب عنوان آقای ایران
- ۱۳۵۲ ش. برابر با ۱۹۷۳ م. مقام نخست رسته کوتاه قد کشور و کسب عنوان آقای ایران
- ۱۳۵۲ ش. برابر با ۱۹۷۳ م. مقام دوم رسته کوتاه قد آسیا در کوالالامپور، مالزی
- ۱۳۵۲ ش. برابر با ۱۹۷۳ م. مقام چهارم رسته کوتاه قد جهان در ژنو، سوئیس
- ۱۳۵۳ ش. برابر با ۱۹۷۴ م. مقام نخست رسته کوتاه قد کشور و کسب عنوان آقای ایران
- ۱۳۵۳ ش. برابر با ۱۹۷۴ م. مقام پنجم رسته کوتاه قد جهان در ورونا، ایتالیا
- ۱۳۵۴ ش. برابر با ۱۹۷۵ م. مقام نخست رسته کوتاه قد کشور و کسب عنوان آقای ایران
- ۱۳۵۴ ش. برابر با ۱۹۷۵ م. مقام نخست رسته کوتاه قد آسیا در سنگاپور
- ۱۳۵۵ ش. برابر با ۱۹۷۶ م. مقام نخست رسته کوتاه قد کشور و کسب عنوان آقای ایران
- ۱۳۵۵ ش. برابر با ۱۹۷۶ م. مقام دوم رسته کوتاه قد آسیا در لاهور، پاکستان
- ۱۳۵۷ ش. برابر با ۱۹۷۸ م. مقام نخست رسته کوتاه قد کشور و کسب عنوان آقای ایران
- ۱۳۵۷ ش. برابر با ۱۹۷۸ م. مقام سوم رسته ۷۰kg آسیا در سنگاپور
- ۱۳۷۶ ش. برابر با ۱۹۹۷ م. مقام دوم پیشکسوتان آسیا در سئول، کره جنوبی